# Служба статистики Японії

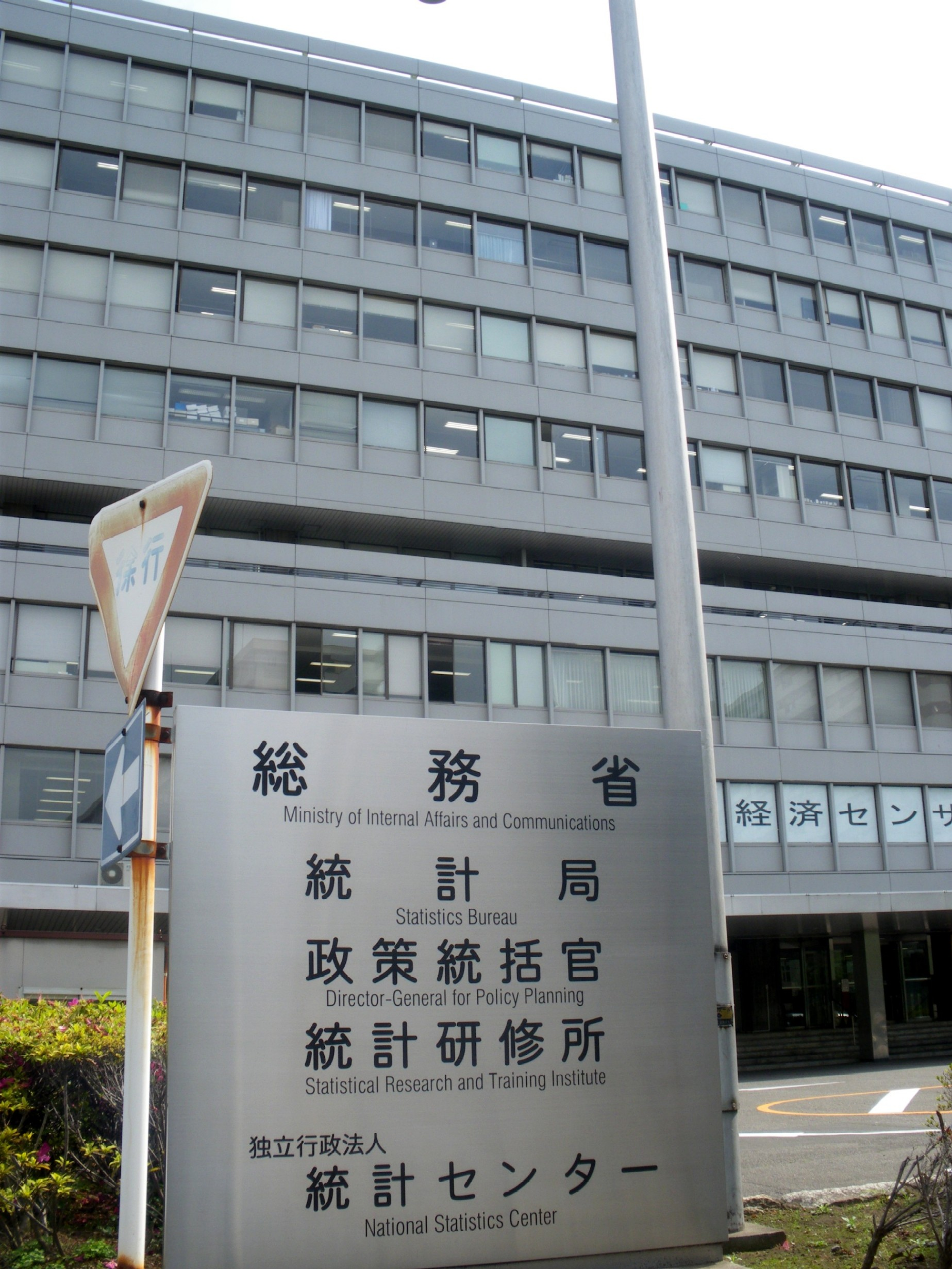
Будівля Міністерства загальних справ, де розташована Служба статистики

Слу́жба стати́стики Япо́нії (яп. 統計局, とうけいきょく, МФА: [toːkeːkʲoku̥]; англ. Statistics Bureau) — центральний орган виконавчої влади Японії, підрозділ Міністерства загальних справ Японії. Головна урядова установа у справах статистики. Аналог Державного комітету статистики України. Відповідає за планування і розвиток статистичної системи Японії. Займається складанням і упорядкуванням статистичних даних усіх органів влади, проводить загальнонаціональні переписи населення, а також займається вивченням статистичних даних інших країн.